# مادر دو دئوس (باهیا)
مادر دو دئوس (به پرتغالی: Madre de Deus) یک منطقهٔ مسکونی در برزیل است که در باهیا واقع شده‌است. مادر دو دئوس ۱۱٫۱۴۱ کیلومتر مربع مساحت و ۲۱٬۴۳۲ نفر جمعیت دارد.